# Гончарна вулиця (Київ)
Гонча́рна ву́лиця — вулиця в Подільському районі міста Києва, місцевість Гончарі-Кожум'яки. Пролягає від Воздвиженської вулиці до тупика. В кінцевій частині прилучаються сходи на Старокиївську гору.

## Історія
Одна з найдавніших вулиць Києва. Назву одержала від історичної місцевості Гончарі (згадується з часів Київської Русі), через яку проходить вулиця. Назва місцевості, в свою чергу, походить від професійної належності її мешканців.

## Забудова
Складний рельєф і незручний під'їзд спричинили дуже скромну забудову вулиці, яка належала за міським розкладом до найнижчого, 4-го розряду. Переважала одно-двоповерхова садибна забудова будиночками на 3-5 вікон. Лише в 1914 році вулицю переведено до 2-го розряду; у цей час тут було споруджено кілька пристойних цегляних будівель (одна з таких будівель — 4-поверхівка за номером 11 в збереглася донині). Наприкінці 80-х років XX століття стару забудову по Гончарній вулиці ліквідовано. На початку XXI століття тут почалося зведення елітного житлового комплексу «Воздвиженський», який мав відтворити старовинну архітектуру вулиці.